# スピード指数
スピード指数（スピードしすう、Speed Figure）とは、主に競馬において競走馬の能力を、またはあるレースでのパフォーマンスを、数値で表すことを目的に開発された指数のこと。

## 概要
馬の能力を独自に数値化する試みは古くから様々な予想家によって行われてきたが、現在「スピード指数」として知られているものの原型は、1975年にアンドリュー・ベイヤーによって提唱されたものが事実上の元祖といわれている。
スピード指数の基本的な発想は「全ての馬が同じ馬場状態の同じコースを同じ負担重量で走ったと仮定して、そのタイム（＝スピード指数）を比較する」というもの（考え方としてはボクシングにおけるパウンド・フォー・パウンドなどに近い）。具体的には各競走馬のレースにおける走破タイム（厳密には各競馬場における平均的なレベルのタイムを示す「基準タイム」と走破タイムの差）を元に、レース距離や負担重量の高低、コース形態・馬場状態などによる数値の調整を行い指数を算出する、という形態を取るものが一般的である。
日本においては1992年に西田和彦が雑誌「競馬最強の法則」や著書「西田式スピード指数」（いずれもKKベストセラーズ刊）で提唱したものが契機となり、一般の競馬ファンにもその存在が広く知られるようになった。

## 問題点
ベイヤーの提唱したオリジナルのスピード指数は、原則として各レースにおける走破タイムを元に算出するため、
- レースがスローペースとなった場合にはそれに伴いスピード指数も低く算出され、本来の競走馬の能力よりも低い値となってしまう
- 急激に成長する過程の途中の馬の場合にも、指数が本来の能力より低く算出される
- 逆に怪我・加齢等で競走能力が減退した馬の場合、指数が本来の能力より高く算出される
- 新馬のように、過去にレースを走ったことがない馬に対しては指数を計算できない

など、いくつか問題点も存在する。そのため現在は、主に競馬評論家や予想家を中心に、それらの問題点を克服すべくそれぞれ独自の改良を加えられた数多くの指数が存在している。また日刊コンピ指数（日刊スポーツ）などのように、血統などの要素を指数の算出に取り込むことで、新馬などへの対応を目指すものもある。

## 主なスピード指数
以下、現在日本国内において著名なスピード指数（括弧内は提唱者）を列挙する。
- 西田式スピード指数（西田和彦）
- タイムフィルター（市丸博司）
- 石川式スピード指数（石川ワタル）
- デイリースポーツ新聞社のスピード指数（西日本版に掲載）